# Lo vedi come sei... lo vedi come sei?
Lo vedi come sei... lo vedi come sei?! è un film comico del 1939 diretto da Mario Mattoli e con protagonista Erminio Macario, realizzato sulla scia del successo di Imputato, alzatevi!, con lo stesso gruppo di autori.

## Trama
I due cugini di campagna Michele e Tommaso, scapoli e avari, vengono convocati da un notaio che dà loro lettura del testamento di un lontano zio che ha lasciato una cassaforte in cui dovrebbero essere custoditi circa cento milioni di dollari. 
Una clausola del testamento dice però che per entrare in possesso della cassaforte dovranno spendere entro quindici giorni tutto il loro patrimonio: i due pertanto cercano in tutti i modi di sperperare il loro denaro, e ci riescono solo dopo ripetuti e faticosi tentativi. Ridotti in miseria, hanno finalmente l'accesso al forziere, nel quale non trovano altro che una bobina contenente un breve film in cui il defunto zio li prende in giro per la loro tirchieria, informandoli di aver speso tutti i suoi soldi in divertimenti prima di morire. I due cugini si trovano così senza un soldo, e scoprono anche che la loro nipotina Rosetta è scappata a Milano in cerca di fortuna come cantante. Decidono quindi di andare anche loro in città per cercare la ragazza, e nel frattempo fanno diversi lavori per sopravvivere. Dopo alcune disavventure rintracciano finalmente Rosetta, che ha trovato lavoro al Teatro La Scala, ma solo come maschera. Ma la fortuna è destinata a girare per i tre: Rosetta farà il suo debutto come cantante, e i due cugini riavranno con gli interessi i milioni che avevano dato ad un archeologo, che avevano scambiato per un truffatore.

## Produzione
Insieme agli autori del Marc'Aurelio e del Bertoldo partecipò alla sceneggiatura anche un giovanissimo Federico Fellini, il cui nome però non compare nei titoli del film.

## Distribuzione
Dopo aver ricevuto il nulla osta nº 30834 del 19 dicembre 1939 la pellicola è stata distribuita nelle sale cinematografiche italiane a partire dal 22 dicembre dello stesso anno.

### Edizioni home video
Una versione in DVD con codice EAN 8010020079698 è stata distribuita dalla Medusa Video nel 2012.

## Accoglienza

### Incassi
Il film ottenne un notevole successo al botteghino.

### Critica
Nel commentare la pellicola il critico Eugenio Ferdinando Palmieri scriveva:
"Macario è adesso, nel nostro cinema, l'attore più significativo. Si evidenzia, nella sua buffoneria, il ricordo della comicissima finale, insensata e magnifica (quella del primo cinematografo muto), l'ispirazione ridente, parodistica, veemente dei nostri commedianti dell'arte. Macario è nato nel '500, ha recitato davanti ai Re. È un attore che non ha bisogno di copioni, è già un personaggio, con una sua parlata".